# 太平天國 (2000年電視劇)
《太平天國》是中央電視台於2000年7月10日－8月28日播放的電視劇，全46集。本劇是中國大陸第一部通过上市股票募集资金拍摄的电视剧。
此劇製作費達1.5億人民幣，其中1.15億元用於建造主要拍攝場地「太平天國城」（位於廣東省佛山市南海影視城）。台灣衛視中文台及香港亞洲電視亦曾播放過此劇。台灣OTT由LiTV 線上影視全劇上架。

## 劇情
此劇以中國歷史上的太平天國運動（1851年－1864年）为背景一段历史故事。
19世紀中葉，清朝正在衰落中，吏治敗壞，民不聊生。洪秀全與馮雲山、楊秀清、蕭朝貴、韋昌輝、石达开等人在廣西以拜上帝會組織群眾，密謀舉事反清。1851年洪秀全等人在廣西桂平縣金田村宣佈起義，揭起反清大旗，建立太平天國。太平軍離開廣西後，北上湖南，沿長江順流而下，清軍無力阻擋。1853年太平軍佔領江蘇南京，定都在此，改名天京，分兵北伐及西征。太平天國在最盛時佔有長江中下游大片土地，本來形勢大好，可是諸王之間的矛盾日漸加劇，終於釀成1856年的天京事變，太平天國從此走下坡。清廷在漢人把持的湘軍、淮軍及外國勢力協助下，終於在1864年消滅太平天國。

## 主要演員
太平天國：
| 角色         | 演員              | 配音   |
| 天王洪秀全   | 高兰村            | 徐涛   |
| 東王楊秀清   | 张志忠            |        |
| 南王馮雲山   | 何永生            |        |
| 西王蕭朝貴   | 韩再峰            |        |
| 北王韋昌輝   | 劉 兵             |        |
| 翼王石達開   | 王诗槐            | 翟万臣 |
| 靖胡侯林鳳祥 | 卢 勇             |        |
| 羅大綱       | 于德安            |        |
| 燕王秦日綱   | 林 强             |        |
| 忠王李秀成   | 师小红            |        |
| 英王陳玉成   | 黄 河             |        |
| 佐天侯陳承瑢 | 韓振華            |        |
| 曾天养       | 侯永生            |        |
| 曾水源       | 彭軍              |        |
| 洪宣嬌       | 王菁华            | 刘明珠 |
| 女狀元傅善祥 | 杨童舒            | 徐晓青 |
| 蘇三娘       | 李建群            |        |
| 曾晚妹       | 金玉婷            |        |
| 翼長金石益阳 | 周 迅             | 纪元   |
| 程岭南       | 胡天鸽            |        |
| 杨辅清       | 李明              |        |
| 李开芳       | 王刚              |        |
| 蒙得恩       | 陈保家            |        |
| 陳承瑢       | 韩振华            |        |
| 周锡能       | 周易伦            |        |
| 洪大全       | 宋日昕            |        |
| 胡以晃       | 赵景文            |        |
| 譚紹光       | 徐洪浩            |        |
| 谢满妹       | 潘杰              |        |
| 陈宗扬       | 史宗宏            |        |
| 朱衣点       | 苏克石            |        |
| 賴漢英       | 刘海利            |        |
| 胡玉蓉       | 胡晓婷            |        |
| 汪海洋       | 李全忠            |        |
| 江元拔       | 孙德利            |        |
| 石祥祯       | 梁兴家            |        |
| 洪仁玕       | 王基民            |        |
| 李世贤       | 王刚              |        |
| 仪美公主     | 兰岚              |        |
| 洪仁发       | 汤志江            |        |
| 洪仁达       | 郝铁男            |        |
| 汪一中       | 郭涛              |        |
| 侯谦芳       | 蔡棣              |        |
| 侯淑钱       | 李延松            |        |
| 司琴         | 杜君              |        |
| 韦玉娟       | 杨静              |        |
| 韦俊         | 胡兆峰            |        |
| 李寿春       | 张杰              |        |
| 曾宪         | 陆伟              |        |
| 林啟榮       | 钟鑫培            |        |
| 黄玉昆       | 杨基民            |        |
| 张遂谋       | 宋来运            |        |
| 韦以邦       | 王海龙            |        |
| 哈利         | 贺阳（德国）      |        |
| 卢威廉       | 威廉·诺安（美国） |        |

清：
| 角色     | 演員   |
| 曾國藩   | 孙飞虎 |
| 左宗棠   | 刘毓滨 |
| 咸丰帝   | 侯天来 |
| 肃 顺    | 薛中锐 |
| 曾国荃   | 崔岱   |
| 赛尚阿   | 朱艺丹 |
| 向荣     | 包斯   |
| 乌兰泰   | 张晓波 |
| 郭昆焘   | 李哲民 |
| 郭嵩焘   | 刘刚   |
| 张亮基   | 叶庆林 |
| 骆秉章   | 吴宏厚 |
| 恭亲王   | 赵毅   |
| 僧格林沁 | 许毛毛 |
| 慈禧     | 盖丽丽 |
| 杨载福   | 张光政 |
| 李鸿章   | 王举   |

## 製作人員
- 总导演：陈家林
- 制片人：靳雨生
- 編劇：張笑天
- 歷史顧問：戴逸、何瑜

## 主題曲
| 曲序 | 曲目                   |        | 作曲           | 主唱 |
| ---- | ---------------------- | ------ | -------------- | ---- |
| 1.   | 《浩浩乾坤》（片頭曲） | 張俊以 | 孟慶雲、戚建波 | 韓磊 |
| 2.   | 《太平歌》（片尾曲）   | 張俊以 | 戚建波         | 林萍 |

## 剧中的常识错误和漏洞
1. 苏三娘是广西义军首领苏三的妻子，故称苏三娘，剧中却说她姓苏。而且电视开始时，苏三娘的丈夫还没有死，剧中却说她已经和罗大纲有百年之约了。
2. 所谓的洪宣娇并不是洪秀全的亲妹妹，她本来姓黄，嫁给萧朝贵后，认杨秀清为义兄以促进杨萧的关系，她嫁萧朝贵在先，被洪秀全认作妹妹在后，剧中却说洪秀全让妹妹嫁给萧朝贵来实现政治联姻。
3. 石达开在金田起义时年仅19岁，剧中人却有四五十岁。
4. 剧中杨秀清的造型也偏老，杨秀清金田起义时28岁，天京之变时33岁，但是饰演者张志忠当时已经四十多岁，面相也是中年人。
5. 剧中1853年洪秀全问陈玉成年龄，陈玉成说二十几岁，其实当时陈玉成才十六。
6. 1852年石达开才21岁，剧中却认比他小不到十岁的石益阳为女儿。
7. 萧朝贵的旗子上写的是“肖朝贵”，旗帜上只会写姓不会写名字，更不可能错萧为肖。
8. 杨秀清封王后旗帜上还写着“中军主将”，其实这个职务早已被“左辅正军师”取代。
9. 杨秀清的旗帜颜色错成了红字红边(应为绿边)。
10. 太平军将领用棺材收葬——太平天国前期禁止使用棺木，应以绸布包裹。
11. 洪秀全应称呼首义诸王为“某胞”，如“清胞”，而不是“东王”“九千岁”“殿下”。
12. 洪秀全在起义时还没剪掉辫子。
13. 太平军自称为“天军”“天兵”，“太平军”这个称呼是辛亥革命以后才定下的，剧中却不断出现“太平军”一词。
14. 太平军卒长以下士兵是戴红风帽，卒长以上官员将领在风帽上加黄边，职位越高黄边越宽，而剧中人不分品级，随意戴黄风帽。
15. 滥用红色，太平天国对红黄亮色的使用有严格限制，一般人除了裹头外是不能随便用红色的。
16. 太平军的旗帜有不同的颜色和规格，诸王俱有属于自己的旗帜定制，剧中没有反映出来。
17. 洪秀全厌恶喝酒，滴酒不沾，剧中却喝得大醉。
18. 太平天国禁止作揖、磕头，剧中多次出现。
19. 杨秀清基本上不识字，剧中却常常看书、看奏章。
20. 太平天国称火药为红粉，称子弹为铅码，剧中没有使用这些隐语。
21. 战争场面总是用骑兵冲锋，无论太平军还是清军都以步兵为主，不可能出现大规模骑兵冲锋的场面。
22. 战争上总是炮声隆隆硝烟漫天，实际上太平军最先进的武器是前膛炮，不可能造成现代战场上那种硝烟滚滚炮声震天的效果。
23. 太平天国初期妇女用多抹额而不是剧中那样戴帽子，而且女性多穿大脚裤以方便战斗或劳动，非是剧中的紧腿。
24. 太平军对军容要求极严，即使在夏天也严禁赤膊，剧中却安排太平军的士兵们在光天化日之下脱了上衣操练。
25. 罗大纲在北伐前的官职是殿左一指挥，剧中却说是冬官正丞相。
26. 剧中1853年3月太平军中即有"殿右十二检点林"的旗帜，而太平天国第一个十二检点林启容是1854年才封的。
27. 朱衣点是明靖江王的嫡系子孙，太平天国少有的诗人将领，天京事变期间他为将军，曾奉命救援武昌，剧中却说他到天京事变还是洪宣娇的马夫。
28. 洪秀全最大的女儿在定都天京时才15岁，而他前三个女儿的驸马都是可查的，不可能有一个那么大的女儿出家。
29. 洪秀全的女儿不叫公主，叫“天金”，“仪美公主”的封号不符合太平天国制度。
30. 天京城内严禁烧香拜佛，洪秀全的女儿不可能出家。
31. 洪秀全认为女孩满5岁就不能拉哥哥的手，满7岁要不能走近弟弟7岁以内，男孩7岁就不能和母亲同床，不能见祖母，洪秀全的女儿不能和陈玉成见面。
32. 天朝门无诏擅入者一律是死罪，陈玉成不可能擅自进宫。
33. 太平天国定都天京后，城中实行严格的男女分居，禁止男婚女嫁，连儿子探望母亲都不能走近，洪秀全的女儿怎能和陈玉成谈婚论嫁。
34. 太平天国虽然长髮，但会把头发束、结起来，而不是像剧中那样披头散发。
35. 太平天国以鬓角髮的长度来判断参加起义的时间长短，剧中人的鬓角过短。
36. 童子兵的服装上写着“太平圣童”，毫无依据。
37. 陈玉成是广西口音，第一次到湖南就在长沙冒充小沙弥。
38. 龙寮岭战役是伏击战，竟被拍成平地交战，太平天国几个王还一字排开对着大炮往前冲。
39. 历史上的湖口战役和九江战役是两次战役，湖口战役使太平军完成了对湘军水师的无力化，反败为胜；九江战役火烧湘军战场只是乘胜追击而已，因此这次战役通常被称为“湖口大捷”或“湖口、九江战役”，但没有把它叫“九江大捷”的，剧中完全没有表现湖口大捷的曲折经过，直接上演了九江火烧战船的一幕。但没有此前肢解湘军水师，太平军是根本没有机会在九江战役中火烧湘军战船的。
40. 历史上下令天京城内恢复家庭、允许男婚女嫁的是杨秀清，洪秀全是比较反对的，剧中的表现颠倒了。
41. 历史上杨秀清是主张接纳、认同儒家文化的，洪秀全是比较反对的，剧中的表现颠倒了。
42. 李秀成是斬首處死的，劇中就變成了亂槍掃射。
43. 歷史上東王楊秀清是凌晨睡夢中被殺的，但劇中出現是白天。

## 外部連結
- 《太平天国》创央视黄金档收视新低（页面存档备份，存于）
- 电视剧与历史叙事——对电视剧《太平天国》的文化批评
- 人大教授抨击电视剧《太平天国》多“硬伤” （页面存档备份，存于）

| 中國中央電視台 | 中國中央電視台                            | 中國中央電視台 |
| -------------- | ----------------------------------------- | -------------- |
|                | 太平天國 （2000年7月10日－2000年8月28日） |                |
| —              | —                                         |                |